# 小樽のひとよ
「小樽のひとよ」（おたるのひとよ）は、鶴岡雅義と東京ロマンチカの楽曲で、デビューシングルである。1967年9月25日に発売。累計売上は150万枚を超えた。

## 解説
作詞は池田充男、作曲はリーダーの鶴岡雅義である。北海道・小樽のご当地ソングでもある。ボーカルは三条正人であった。なお発売当初は大海晴彦の「花園町哀歌」との両A面扱いであった。
曲は公演先の釧路で地元の女性と恋仲となった「鶴岡雅義と東京ロマンチカ」メンバーの実体験を元に鶴岡がまず曲を書き、以前にも鶴岡の曲に詞を付けたことのあった池田に作詞を依頼した。池田は曲の舞台を自らもよく知る小樽に変更することを提案、鶴岡から聞いた体験談も盛り込み「電話で愛を」という曲名で詞を書いたが、鶴岡がパンチ不足であるとして、池田に新たに作詞を依頼。そこでできたのは「粉雪のラブレター」という曲であった。
しかし、小樽市サイドから「もっと観光PRを」との要請を受け、随所に地名などを織り込んだ歌詞に変更し、「小樽のひとよ」に改題したものである。曲名は、北島三郎の「女シリーズ」を参考に、「女」を平仮名の「ひと」にして「よ」をつけたものである。レコードジャケットの制作は小樽のデザイナーである藤森茂男に依頼され、藤森がデート中にバーで喫煙する妻を描いたスケッチがジャケットに使われた。
オリコンチャートにおいては、1968年5月にトップ10に初登場した。
1969年に東映制作、NET（現・テレビ朝日）系で放送されたテレビドラマ『霧のロマン 小樽の女』の主題歌にもなった。一方、北海道以外では、「粉雪のラブレター」もほぼ同時期にシングル発売されたが、こちらはヒットしなかった。

## 収録曲
1. 小樽のひとよ (3:41)　鶴岡雅義と東京ロマンチカ
  - 作詞：池田充男　作曲・編曲：鶴岡雅義
2. 花園町哀歌 (3:08)　大海晴彦
  - 作詞：門井八郎　作曲・編曲：山田栄一

## カヴァーしたアーティスト
小樽のひとよ
- ザ・ピーナッツ - アルバム『華麗なる ザ・ピーナッツの世界 50年だよピーナッツ!』に収録
- 石川さゆり - アルバム『火の国へ/砂になりたい』に収録
- 氷川きよし - 2009年、アルバム『氷川きよし・演歌名曲コレクション10〜浪曲一代〜』に収録
- はやぶさ - 2013年、アルバム『歌謡カヴァーソングス』に収録
- パク・ジュニョン - 2017年、カバーアルバム『街の風景（北海道編）』に収録